# Aleksander Kazimierz Wołłowicz
Aleksander Kazimierz Wołłowicz herbu Bogoria (zm. przed 12 października 1660) – marszałek Trybunału Głównego Wielkiego Księstwa Litewskiego w 1642, chorąży wileński w latach 1649–1660.
17 października 1655 roku złożył przysięgę na wierność carowi Aleksemu Michajłowiczowi.